# Dodge Ram Van
Dodge Ram Van/Dodge B — малотоннажный грузовой автомобиль производства Dodge.
Серийно автомобиль производился в 1971—2003 годах. До 1998 года автомобиль производился на заводе Chrysler Corporation, позднее производство было передано на завод DaimlerChrysler. С 1981 года в семейство входили микроавтобусы под названиями Dodge Ram Wagon и Plymouth Voyager.
В 2003 году автомобиль был вытеснен с конвейера моделью Dodge Sprinter.

## Первое поколение
Первое поколение автомобилей Dodge Ram Van производилось в 1971—1978 годах на заводе Chrysler Corporation. Производство состоялось в Канаде, город Уинсор. За всю историю производства на автомобили ставили двигатели внутреннего сгорания Slant-6 объёмом 3,7 литра, LA V8 объёмом 5,2, 5,9 или 6,8 литра, а также RB объёмом 7,2 литра.

## Второе поколение
Второе поколение автомобилей Dodge Ram Van производилось в 1979—1993 годах на том же заводе, что и предыдущее поколение. Передняя часть была значительно переработана путём изменения решётки радиатора. Сигналы поворота были помещены рядом с фарами. В 1980 году иномарки Sportsman, Tradesman и Adventurer были проданы, автомобили получили официальное название Dodge Ram Van. Как и грузовые автомобили серии D, масса моделей B100 и B150 составляла 1—2 тонны, B250 — 3—4 тонны, B250 — 1 тонну. Модельный ряд включает в себя модели Medallion 7, Medallion 7 SR, Daytona, Daytona SR, Traveler SR, Special Edition, Conquest, Conquest SR и Polara. В 1986 году радиаторная решётка было значительно обновлена.

### Двигатели (объём, количество и расположение цилиндров, мощность, годы производства)
- 3.7 л, I6, 110 л. с., (1979–1988)
- 3.9 л, V6, (1988–1993)
- 5.2 л, V8, 147 л. с. (1979–1993)
- 5.9 л, V8, 155 л. с. (1979–1993)
- 6.6 л, V8, 190 л. с. (1971–1978)
- 7.2 л V8 195 л. с. (1971–1978)

## Третье поколение
Последнее поколение автомобилей Dodge Ram Van производилось в 1993—1998 годах на заводе Chrysler Corporation и в 1998—2003 годах на заводе DaimlerChrysler. Некоторые модификации производились с газомоторными двигателями внутреннего сгорания. В 2003 году на смену семейству Dodge Ram Van пришло семейство Dodge Sprinter.

### Двигатели (объём, название, количество и расположение цилиндров, мощность)
- 3,9 л, Magnum, V6, 175 л. с.
- 5,2 л, Magnum, V8, 230 л. с.
- 5,2 л, Magnum, V8, (CNG) 220 л. с.
- 5,9 л, Magnum, V8, 250 л. с.

## Возобновление
С 2012 года производство автомобилей Dodge Ram Van было возобновлено под названием Dodge RAM ProMaster на шасси Fiat Ducato.

## Изображения

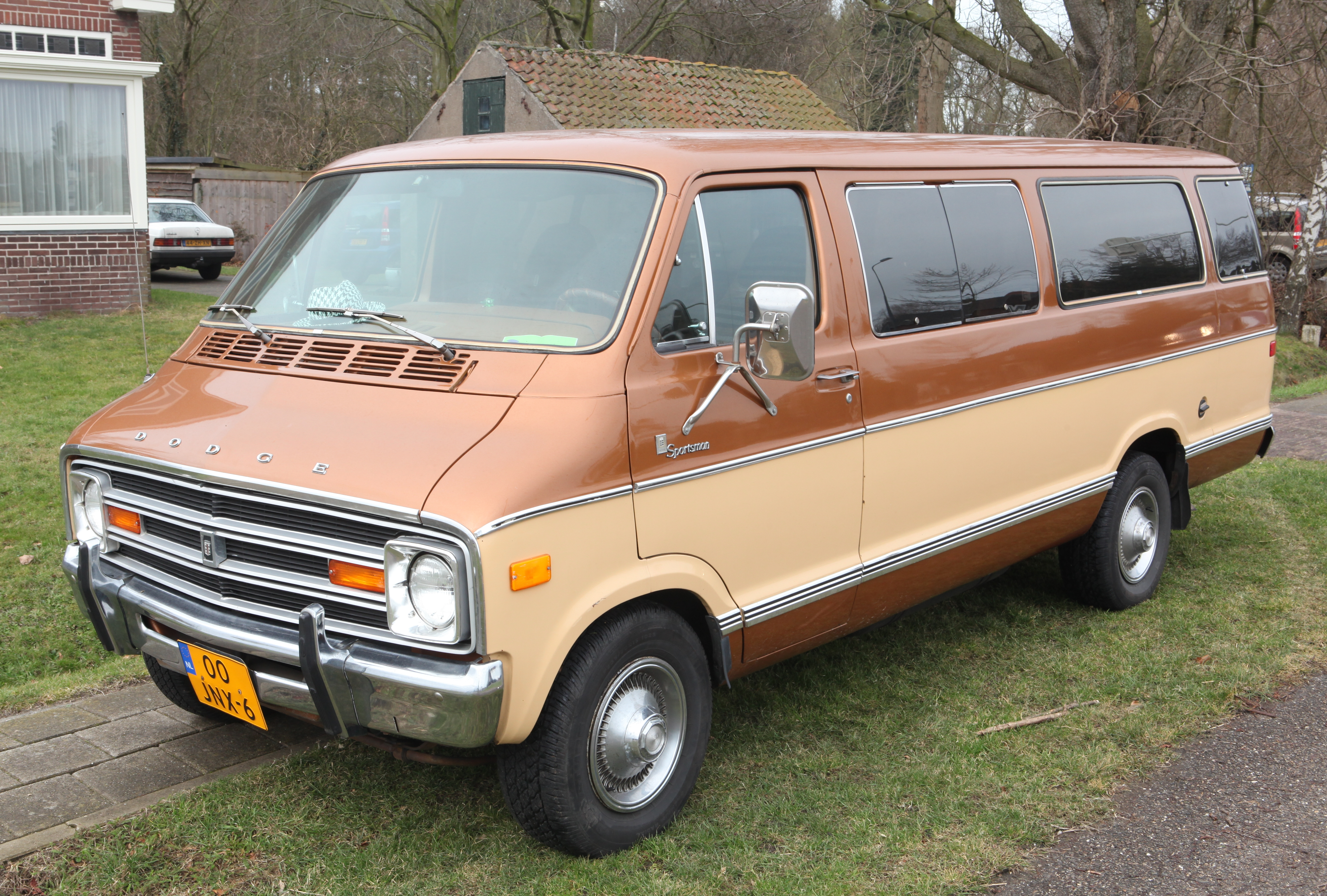
Dodge B-Series (1971—1978)
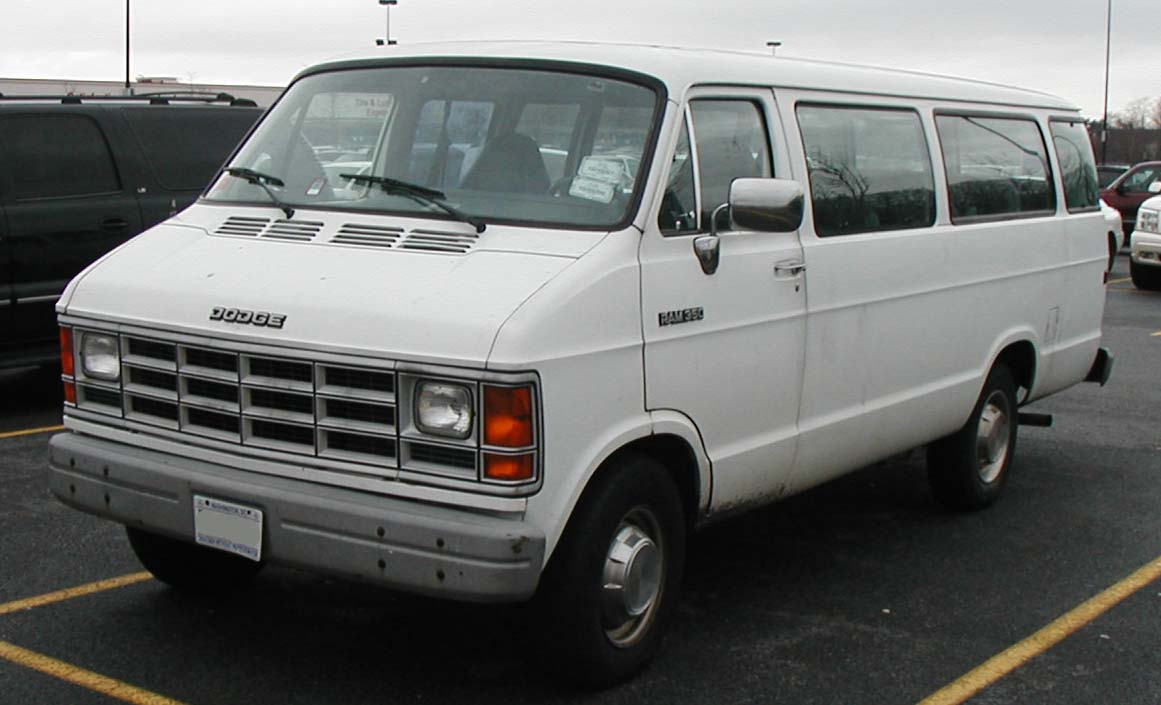
Dodge Ram Wagon 2 (1979—1993)
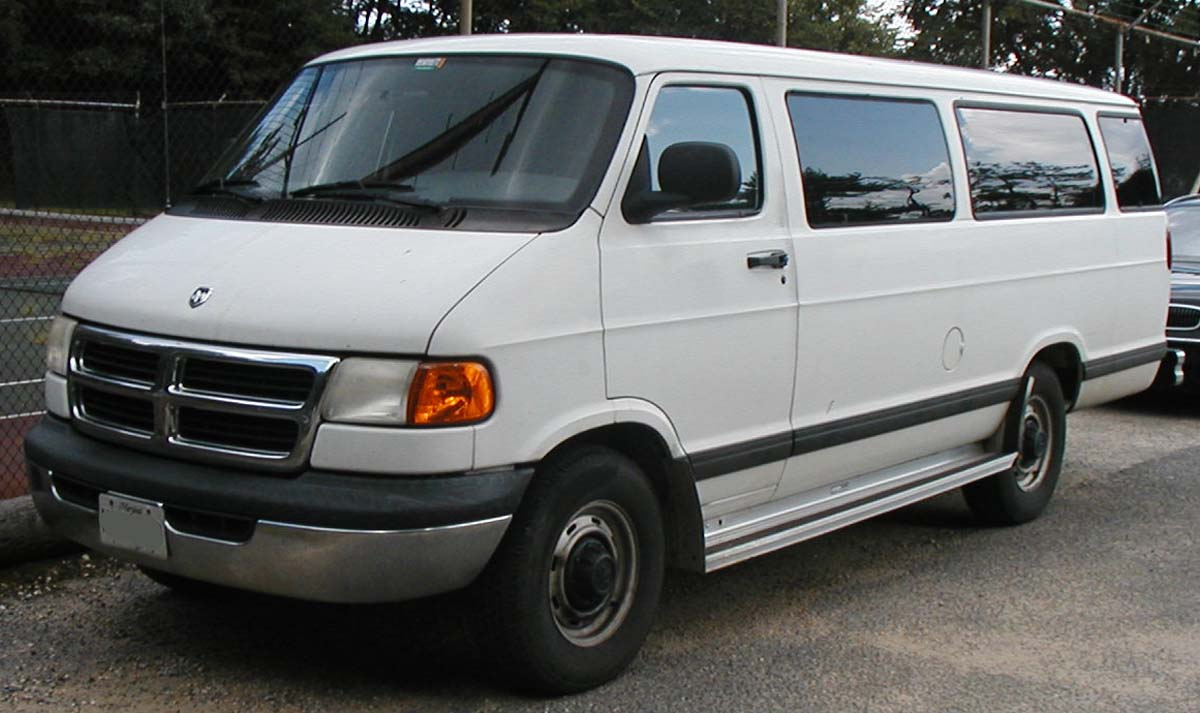
Dodge Ram Van 3 (1994—2003)